# Palmeira (Paraná)
Pour les articles homonymes, voir Palmeira.
Palmeira est une municipalité de l'État du Paraná. Sur son territoire se développa la Colônia Cecília, colonie anarchiste qui vit le jour en 1890.

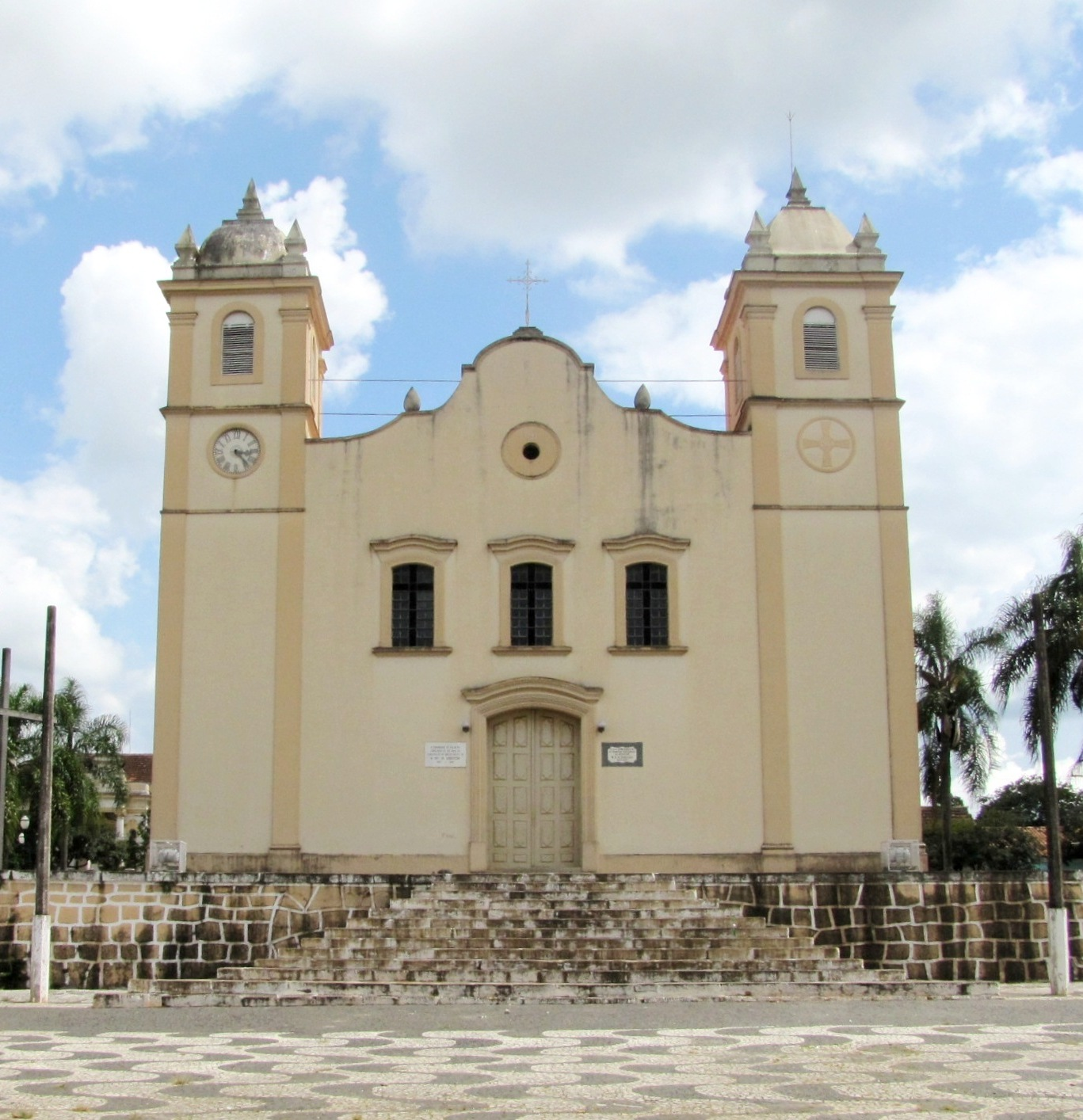
Église paroissiale Notre-Dame de la Conception

## Maires
| Période | Période | Identité       | Étiquette | Qualité |
| ------- | ------- | -------------- | --------- | ------- |
| 2009    | 2012    | Altamir Sanson | PSC       |         |